# 約瑟夫·庫克
約瑟夫·庫克爵士，GCMG（英語：Sir Joseph Cook，1860年12月7日—1947年7月30日）是第6任澳洲總理（1913年6月24日－1914年9月17日）、澳洲工黨創黨黨員（後退黨，1891年－1894年）、自由貿易黨黨員（1894年－1908年）、英聯邦自由黨黨員（1908年－）。

## 傳記

### 移民澳洲
約瑟夫·庫克在1860年12月7日生於英格蘭斯塔福德郡紐卡斯爾安德萊姆錫爾弗戴爾（Silverdale），該村居民主要以採礦為生。他沒受正規教育，在9歲起在煤礦工作。於1885年與瑪麗·特納結婚，移居澳洲新南威爾斯。
約瑟夫·庫克和妻子定居於利斯戈，他再次前往煤礦工作，於1887年當上西部礦工組織（Western Miners Association）秘書長。在1888年，他參於抵抗華裔移民的活動。他又參與單一稅聯盟（Single Tax League），在1891年與朋友創立澳洲工黨。

### 議員、部長

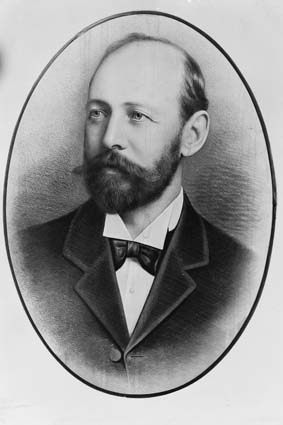
攝於1894年

約瑟夫·庫克在1891年代表煤礦界參選新南威爾斯州眾議員，是澳洲工黨首次在澳洲任何一個議院裡取得議席。後來，庫克成為澳洲工黨的領袖之一。在1894年，其他黨領袖要求所有黨員發誓遵從黨團會議的決定，庫克拒絕因而退黨，加入新南威爾斯第12任首相喬治·里德領導的自由貿易黨。在1894－99年，庫克在喬治·里德的新南威爾斯政府擔任部長。
1901年澳洲聯邦選舉是澳洲議會首屆選舉，約瑟夫·庫克代表自由貿易黨在帕拉馬塔選區（範圍包括利斯戈）參選成功。喬治·里德在1904年當上澳洲總理後，因為要把部長的職位分給中立人士，所以沒有再邀請庫克出任部長。喬治·里德在1908年卸任自由貿易黨黨魁後，庫克贊成自由貿易黨與前澳洲總理艾爾弗雷德·迪金領導的保护贸易党合併成聯邦自由黨，與澳洲工黨對立。
在1909－10年，艾爾弗雷德·迪金再度當上澳洲總理，約瑟夫·庫克出任國防部長。聯邦自由黨在1910年澳洲聯邦選舉被澳洲工黨擊敗。

## 相片集

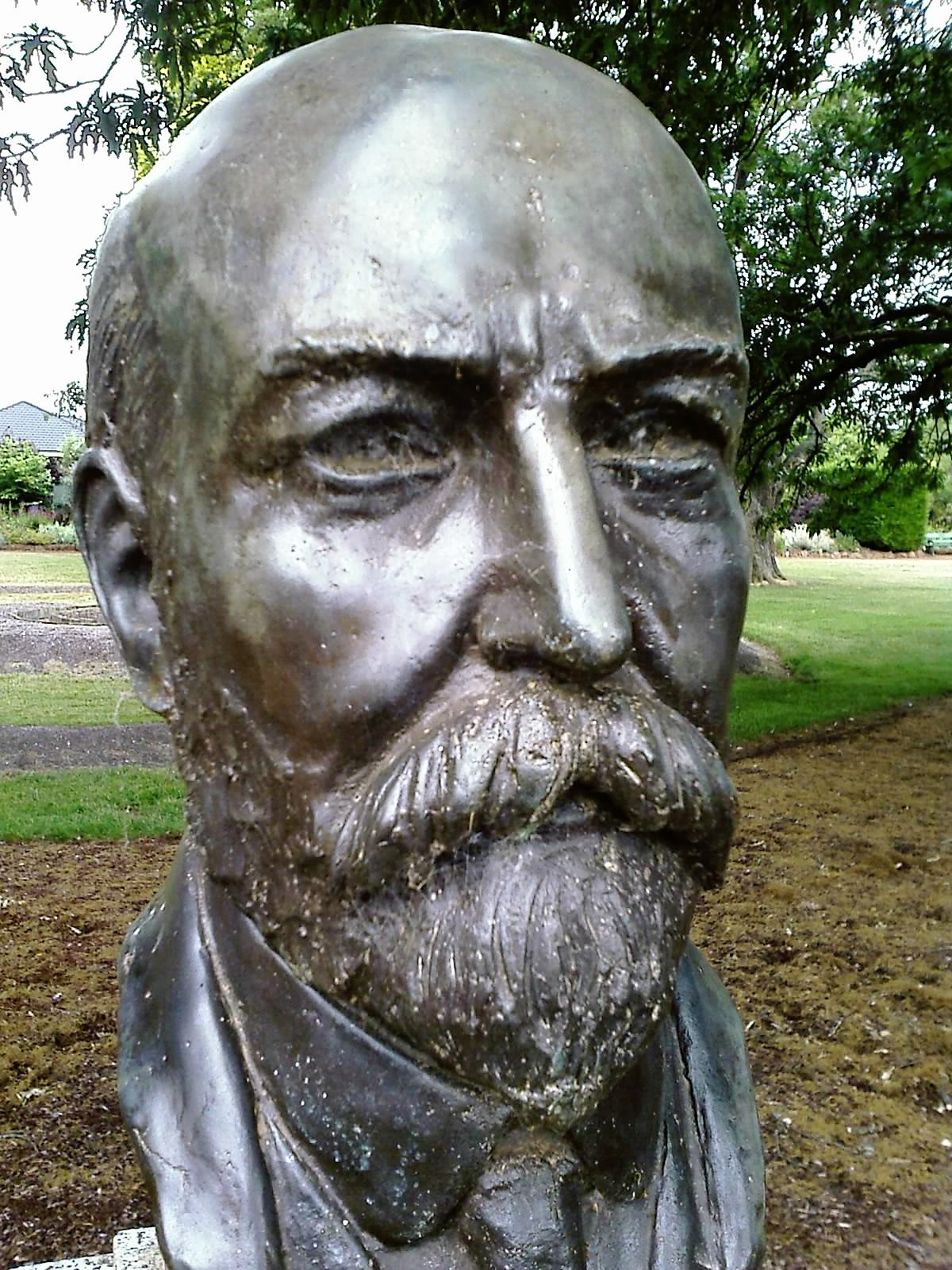
雕像
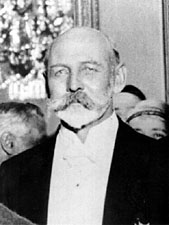

## 延伸閱讀
- Bebbington, G. Pit Boy to Prime Minister. University of Keele Press.